# 香櫨園站
香櫨園站（日语：／ Koroen eki */?）是位於兵庫縣西宮市松下町，屬於阪神電氣鐵道本線的車站。車站編號為「HS18」。此站被選為第4回近畿車站百選車站。

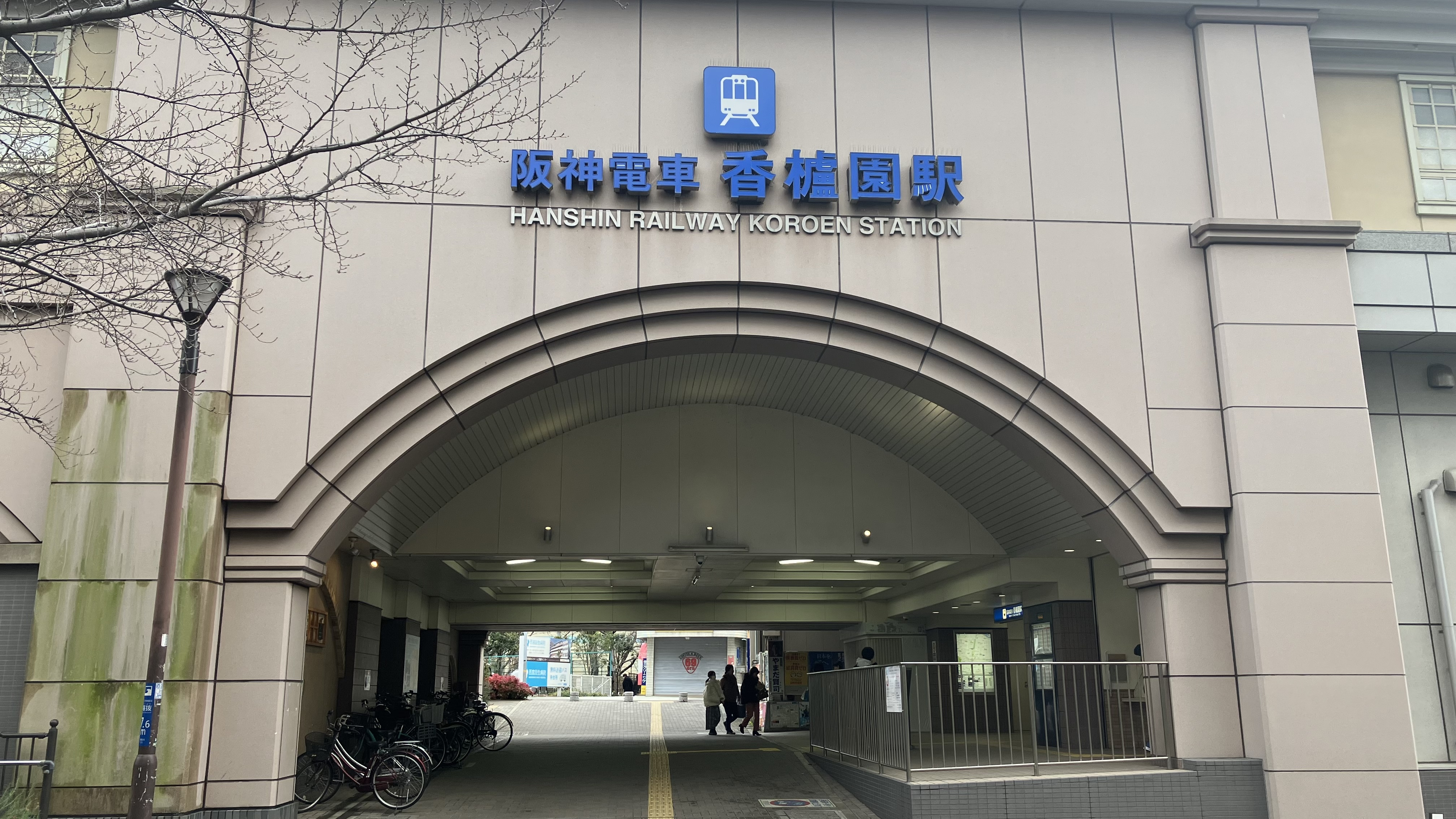
北口 (2024年1月)

## 歷史
- 1907年（明治40年）4月1日 - 阪神本線西宮站至打出站之間開設香櫨園駅[1]。
- 1995年（平成7年）
  - 1月17日 - 發生阪神大地震，阪神本線停運，此站暫停營業[2]。
  - 1月26日 - 甲子園站至青木站之間重開（同年6月26日全線重開）[2]。
- 1998年（平成10年）5月30日 - 2號月台（下行線）高架化[3]。
- 2001年（平成13年）3月3日 - 1號月台（上行線）高架化[4]。同時車站名稱改為「香櫨園站」[1]。
- 2006年（平成18年）10月28日 - 準急通過此站。取而代之為區間特急停車站。
- 2014年（平成26年）4月1日 - 引入車站編號[5][6]。
- 2017年（平成29年）3月18日 - 閘內設置液晶體顯示屏。

在此站至苦樂園之間，由阪神電鉄旗下的攝津電氣自動車計劃興建無軌電車。後來由於阪神急行電鐵（現時為阪急電鐵）興建甲陽線。使結局無軌電車計劃中止。
在下行線高架化之際，站名牌的車站漢字改為「香櫨園」，在改名前「櫨」字是使用「枦」。在上行線高架化完成後，站名牌標示為「香櫨園」，而下行線的站名牌使用「香枦園」。

### 名稱的由來
本站的站名來自大阪商人香野藏治和櫨山喜一，在1907年開設了遊樂場「香櫨園」，同時位於此站附近。有關於遊樂場，參見「香櫨園遊園地」。

## 構造

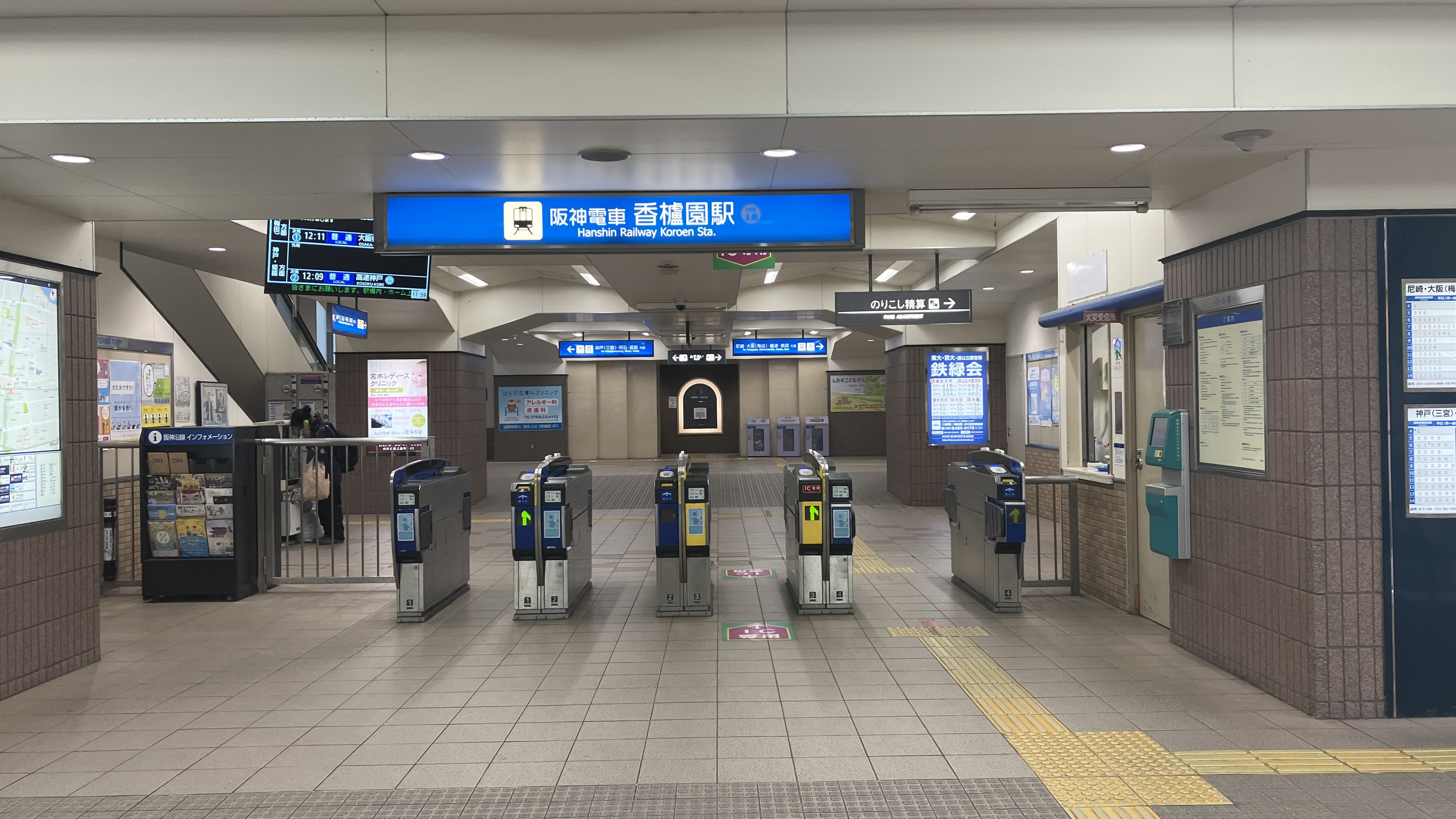
驗票口 (2023年10月)

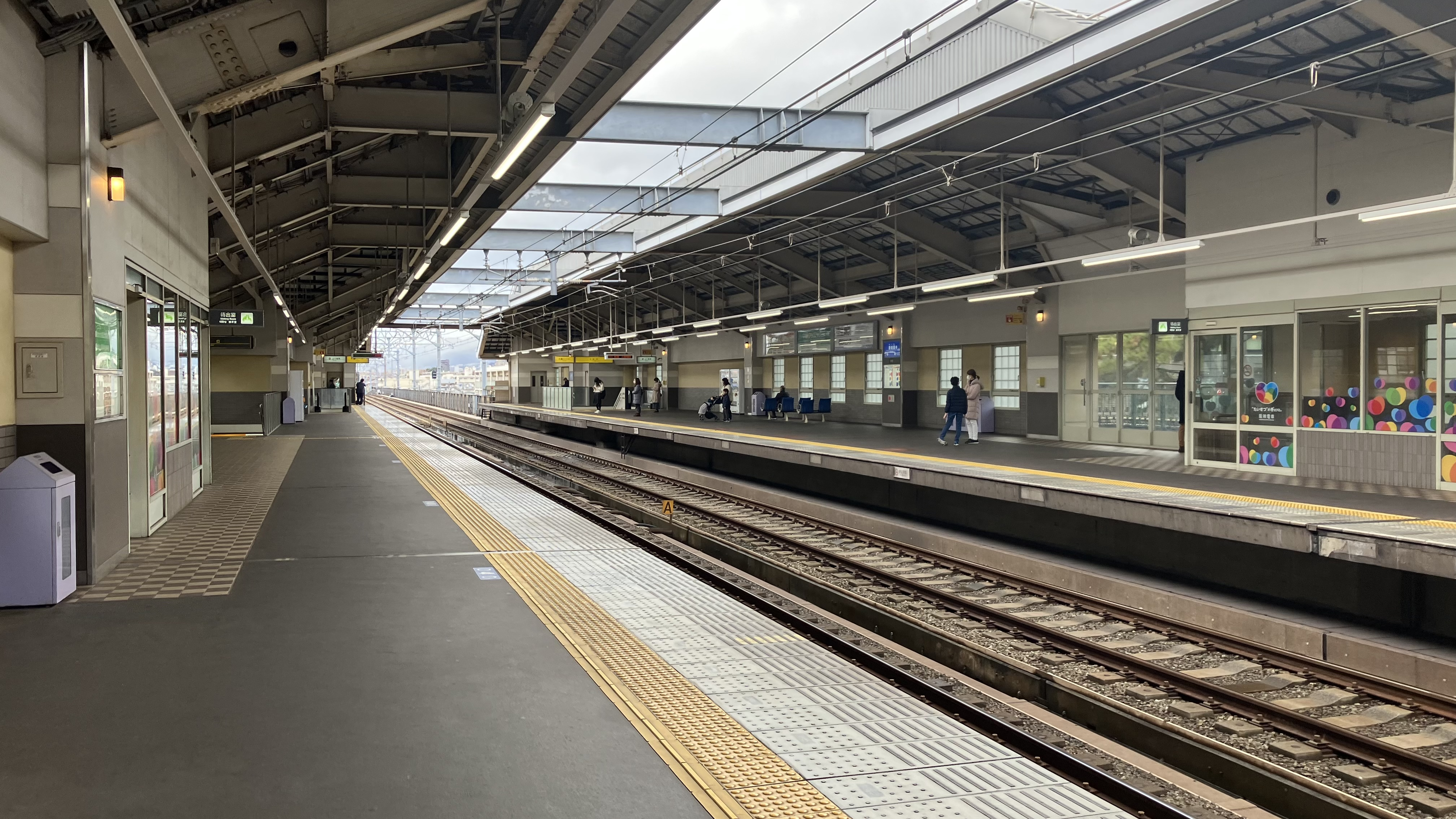
月台 (2024年1月)

本站是高架車站，設有2面2線的相對式月台。站內沒有設置轉轍器和絶對信號機，因此不定義為停留所。驗票閘口位於第1層，月台則位於第2層。站房與月台使用在地上車站時的明治時代風格。
月台部分位置跨越了夙川，並在月台上設有觀景台觀看河川，乘客可自由出入。在上行月台的觀景台與觀看夙川堤上的櫻花樹。車站部分屋頂使用了高架化前的舊車站閘口的屋頂模樣。
月台全長120m，可容納6卡19米級阪神車輛。在現時時間表中，神戶方向沒有優等列車停站，下行月台中只有4卡編成列車使用。

### 月台
| 月台 | 路線 | 上下行 | 方向                               |
| ---- | ---- | ------ | ---------------------------------- |
| 1    | 本線 | 上行   | 尼崎、大阪（梅田）、難波、奈良方向 |
| 2    | 本線 | 下行   | 神戶（三宮）、明石、姬路方向       |

在站內沒有標記月台編號。在官方網站的站內圖、「阪神App」中設有標示月台編號，上行方向為1號月台，下行方向為2號月台。
| ← 梅田方向      | 香櫨園站配線略圖 | → 三宮、元町方向 |
| 图例 参考文献： |                  |                  |

## 使用狀況
在2010年度，1日的上下車人次為9,737人。在2007年3月18日，自櫻夙川站開業後，此站使用人次開始減少，低於1萬人使用。
近年1日上下車人次數目
- 1991年：12,615人
- 1992年：11,660人
- 1993年：12,153人
- 1994年：11,678人
- 1995年：10,304人
- 1996年：10,045人
- 1997年：9,411人
- 1998年：9,153人
- 1999年：10,330人
- 2000年：10,934人
- 2001年：10,941人
- 2002年：11,010人
- 2003年：10,822人
- 2004年：10,773人
- 2005年：10,667人
- 2006年：11,096人
- 2007年：10,015人
- 2008年：9,713人
- 2009年：10,288人
- 2010年：9,737人

## 周邊
車站周邊一帶地名稱為香櫨園，而西宮七園是著名的高級住宅區。於月台下設有夙川流過，於河川兩旁設有夙川公園。
北口
- 夙川（日语：夙川）
- 夙川公園（日语：夙川公園）
- 夙川OASIS路
- 大手前大學（櫻夙川校園）
  - 大手前藝術中心
- 西宮御茶家所郵局
- 辰馬考古資料館（日语：辰馬考古資料館）[1]
- 日本福音路德教會（日语：日本福音ルーテル教会） 西教區西宮教會
- 國道2號
- 西日本旅客鐵道（JR西日本）東海道本線（JR神戶線） 櫻夙川站
- 阪急神戶本線、甲陽線 夙川站

南口
- 夙川（日语：夙川）
- 夙川公園（日语：夙川公園）
- 夙川OASIS路
- 西宮市大谷記念美術館（日语：西宮市大谷記念美術館）[1]
- 西宮市教育文化中心（日语：西宮市教育文化センター）
  - 西宮市立中央圖書館
  - 西宮市立鄉土資料館
  - 西宮市平和資料館
- 香櫨園濱（御前濱公園） - 1908年前，由蘆屋市的打出浜海灘遷移至香櫨園濱，名為「香櫨園濱海灘」。後來於1965年關閉，在關閉前為關西著名海灘。
- 西宮砲台（日语：西宮砲台）
- 私立甲陽學院中學（日语：甲陽学院中学校・高等学校）
- 兵庫縣立西宮香風高等學校（日语：兵庫県立西宮香風高等学校）
- 西宮市立香櫨園小學（日语：西宮市立香櫨園小学校）
- 香櫨園幼稚園
- 建石保育所
- 西宮回生醫院
- 西宮香櫨園郵局
- 國道43號[1]、阪神高速3號神戶線

## 巴士路線
此站設有阪急巴士「阪神香櫨園」巴士站，位於站前以東250米的市道建石筋上。

## 相鄰車站
阪神電氣鐵道
 本線
■■直通特急、■特急、■快速急行、■急行、■區間急行
通過
■區間特急（只往大阪梅田方向運行）
今津（HS16）－香櫨園（HS18）－打出（HS19）
■普通
西宮（HS17）－香櫨園（HS18）－（堀切信號站）－打出（HS19）

## 注腳
1. 1 2 3 4 5 6 7 8 9 10 11 12 13 14  . 神戶新聞綜合出版中心. 2012-12-10: 41. ISBN 9784343006745.
2. 1 2  . 神戶新聞綜合出版中心. 2010-01-17: 124–126. ISBN 978-4-343-00537-3.
3. ↑  . 鐵道雜誌 (鐵道雜誌社). 1996-04, 30 (4): 99.
4. ↑  . 鐵道雜誌 (鐵道雜誌社). 2001-05-01, 35 (5): 98–99.
5. ↑   (PDFlink) (新闻稿). 阪神電氣鐵道株式會社. 2013-04-30  [2016-04-08]. （原始内容存档 (PDF)于2019-06-17）.
6. ↑  . 讀賣新聞（大阪晨報） (讀賣新聞大阪本社). 2014-03-20: p.32.
7. ↑  .   [2020-05-17]. （原始内容存档于2007-03-15）. （页面存档备份，存于）
8. ↑  . 阪神電氣鐵道官方網站）.   [2018-04-30]. （原始内容存档于2009-06-04）. （页面存档备份，存于）
9. ↑  . 圖説 日本之鐵道. 川島令三 編著. 講談社. 2009. ISBN 978-4-06-270017-7. 28頁

## 外部連結
- 香櫨園（路線圖、車站資訊） - 阪神電氣鐵道（日語）